# Anna Kristina Mackeij
Anna Kristina Mackeij, född 1698, död 1763, var en svensk brukspatron.  Hon var patron över Hammarby, Gammelstilla och Kungsgården från 1741. 
Hon var dotter till Isac Mackeij d.y. och sondotter till Isac Mackeij d.ä.. 1716 gifte sig Mackeij med David Kammecker, som dog 1723. Hon gifte om sig 1724, med Johan Uhr, som var patron på Kungsgården. 
Hennes farfar Isac Mackeij d.ä. hade köpt Hammarby och Gammelstilla 1672. Då hennes far Isac Mackeij d.y. var sjuk och alkoholiserad, fick Anna Kristina Mackeij förtroendet att ta över bruken. Tillsammans kunde hon och hennes andre make lösa ut övriga arvingar efter Mackeijs far. Uhr var ägaren till parets egendomar, men Mackeij kontrollerade det mesta av driften. 
När Uhr dog 1741 blev Mackeij formell ägare, tillsammans med hans nio barn från tidigare äktenskap. I Hammarby och Gammelstilla löste hon ut sina styvbarn, men Kungsgården fick Uhrs son Anders Uhr driva. Mackeij var mycket sträng och var känd under namnet Fru Principalinnan på Hammarby, men levde själv spartanskt och lämnade Hammarby herrgård åt förfall. 
Hennes dotter Maria Elisabet Uhr gifte sig 1749 med Jakob Fredrik Petre, son till Johan Petre och Anna Catharina Petre. Detta knöt samman Hammarby med Hofors bruk, vilket lade grunden till Hofors och Hammarby AB.